# Charmie Sobers
Charmian Colette Sobers –conocida como Charmie Sobers– (19 de enero de 1973) es una deportista neerlandesa que compitió para Antillas Neerlandesas en taekwondo. Ganó dos medallas de bronce en el Campeonato Panamericano de Taekwondo en los años 1990 y 1996.

## Palmarés internacional
| Representando a las Antillas Neerlandesas |                       |                   |           |
| Campeonato Panamericano                   |                       |                   |           |
| Año                                       | Lugar                 | Medalla           | Categoría |
| 1990                                      | Bayamón (Puerto Rico) | Medalla de bronce | –65 kg    |
| 1996                                      | La Habana (Cuba)      | Medalla de bronce | –60 kg    |